# Melodi Grand Prix Junior 2014
Il Melodi Grand Prix Junior 2014 è stata la tredicesima edizione del concorso canoro riservato ai bambini e ragazzi dai 9 ai 15 anni. Rimane invariata la scelta di NRK di non pubblicare i voti ed annunciarne solo il vincitore.

## Risultati
| N° | Artista     | Brano                 | Risultato |
| -- | ----------- | --------------------- | --------- |
| 1  | Thea Sofie  | «Jentekveld»          | Eliminato |
| 2  | Dråkmat     | «Æ ane itj æ»         | Finalista |
| 3  | Tyra        | «Det e hælg»          | Eliminato |
| 4  | UR          | «Hadde det vært no'?» | Eliminato |
| 5  | Aksel       | «Ingenting å tape»    | Finalista |
| 6  | Mathea-Mari | «#online»             | Finalista |
| 7  | Disel       | «Stopp»               | Eliminato |
| 8  | Monkey'Boy  | «Som en ørn»          | Eliminato |
| 9  | Tuva        | «Diva»                | Eliminato |
| 10 | Vanja       | «Du stod der og lo»   | Finalista |

### Finale
| N° | Artista     | Brano               | Posizione |
| -- | ----------- | ------------------- | --------- |
| 2  | Dråkmat     | «Æ ane itj æ»       | –         |
| 5  | Aksel       | «Ingenting å tape»  | –         |
| 6  | Mathea-Mari | «#online»           | 1         |
| 10 | Vanja       | «Du stod der og lo» | –         |